# Canal del Plata
El canal del Plata o canal Almirante Merino es un canal en la Bahía Wilhelmina que separa la Isla Brooklyn de la costa oeste de Tierra de Graham.

## Toponimia
Fue cartografiado por primera vez por la Expedición Antártica Belga desarrollada entre 1897 y 1899 al mando de Gerlache, y bautizado con el nombre del estuario entre Argentina y Uruguay en reconocimiento a los servicios prestados a la expedición por el pueblo argentino.
En Chile el nombre «corresponde al apellido del almirante José Toribio Merino Castro, Comandante en Jefe de la Armada de Chile, quien participó en el viaje presidencial al Territorio Chileno Antártico en 1997, del Presidente Augusto Pinochet Ugarte, a bordo del Transporte "Aquiles". Canal de aproximadamente 10 millas de largo en dirección general N-S, que separa a las islas Lientur, Nansen y Brooklyn de la península Tierra de O'Higgins, en el interior de la bahía Wilhelmina.»

## Reclamaciones territoriales
Argentina incluye al canal en el departamento Antártida Argentina dentro de la provincia de Tierra del Fuego, Antártida e Islas del Atlántico Sur; para Chile forma parte de la comuna Antártica de la provincia Antártica Chilena dentro de la Región de Magallanes y de la Antártica Chilena; y para el Reino Unido integra el Territorio Antártico Británico. Las tres reclamaciones están sujetas a las disposiciones del Tratado Antártico.
Nomenclatura de los países reclamantes: 
- Argentina: canal del Plata
- Chile: canal Almirante Merino
- Reino Unido: Plata Passage